# Смит, Ариагнер
Ариагнер Стивен Смит Медина (исп. Ariagner Steven Smith Medina; род. 13 декабря 1998, Сомото) — никарагуанский футболист, нападающий клуба «Паневежис».

## Карьера
Дебютировал в чемпионате Никарагуа 14 мая 2015 года против клуба «Фокс Вилья», вышел на замену за 21 минуту до конца встречи и забил свой первый гол.
24 марта 2015 года был включён в заявку сборной Никарагуа на отборочный матч чемпионата мира 2018 против Ангильи (5:0), но на поле не появился. 16 марта 2017 года дебютировал в сборной в товарищеском матче с Гондурасом (0:2).
Летом 2016 года тренер сборной Никарагуа Хенри Дуарте заявил, что Смит перейдёт на правах аренды в ЦСКА, однако московский клуб эту информацию опроверг.
В ноябре 2016 года вместе со своим соотечественником Хонатаном Монкадой прибыл на просмотр в тульский «Арсенал».
Форварда отличает высокая дистанционная скорость, в 2014 году он пробежал 200 метров за 22,82 секунды.
В январе 2023 года футболист перешёл в литовский клуб «Паневежис».